# Praguien
Stratigraphie
Lochkovien Emsien
| Système     | Série         | Étage       | Age (Ma)    |
| ----------- | ------------- | ----------- | ----------- |
| Carbonifère | Mississippien | Tournaisien | plus récent |
| Dévonien    | Supérieur     | Famennien   | 372,2–358,9 |
| Dévonien    | Supérieur     | Frasnien    | 382,7–372,2 |
| Dévonien    | Moyen         | Givétien    | 387,7–382,7 |
| Dévonien    | Moyen         | Eifélien    | 393,3–387,7 |
| Dévonien    | Inférieur     | Emsien      | 407,6–393,3 |
| Dévonien    | Inférieur     | Praguien    | 410,8–407,6 |
| Dévonien    | Inférieur     | Lochkovien  | 419,2–410,8 |
| Silurien    | Pridolien     |             | plus ancien |

Le Praguien est le deuxième étage du Dévonien inférieur dans l'ère paléozoïque. Il est précédé du Lochkovien et est suivi par l'Emsien et s'étend entre 410,8 ± 2,8 et 407,6 ± 2,6 millions d'années,.
Son nom est dérivé de Prague, capitale de la République tchèque.